# Meli Malani
Meli Malani (ur. 17 listopada 1996 w Nabukadra) – fidżyjski pływak.
W 2014 roku wziął udział w Igrzyskach Wspólnoty Narodów w Glasgow, gdzie wystartował w pięciu konkurencjach – 100 m stylem motylkowym, 100 m stylem dowolnym, 50 m stylem klasycznym, 50 m stylem motylkowym, 50 m stylem dowolnym – w żadnej z nich nie osiągnął miejsca lepszego niż 18.
Dwa lata później – w 2016 – na Letnich Igrzyskach Olimpijskich w Rio de Janeiro wziął udział w konkurencji 50 m stylem dowolnym uzyskując czas 23.88 i odpadając w eliminacjach.